# Velika nagrada Mehike 1962
Velika nagrada Mehike 1962 je bila devetnajsta neprvenstvena dirka Formule 1 v sezoni 1962. Odvijala se je 4. novembra 1962.

## Dirka
| Poz | Dirkač                  | Moštvo                      | Konstruktor    | Čas/Odstop     | Št. mesto |
| --- | ----------------------- | --------------------------- | -------------- | -------------- | --------- |
| 1   | Trevor Taylor           | Team Lotus                  | Lotus-Climax   | 2:03:50.09     | 3         |
| 1   | Jim Clark               | Team Lotus                  | Lotus-Climax   | 2:03:50.09     | 3         |
| 2   | Jack Brabham            | Brabham Racing Organisation | Brabham-Climax | + 1:01.01      | 7         |
| 3   | Innes Ireland           | UDT Laystall Racing Team    | Lotus-Climax   | + 1 krog       | 2         |
| 4   | Jim Hall                | Privatnik                   | Lotus-Climax   | + 1 krog       | 10        |
| 5   | Masten Gregory          | UDT Laystall Racing Team    | Lotus-BRM      | + 1 krog       | 9         |
| 6   | Rob Schroeder           | John Mecom                  | Lotus-Climax   | + 3 krogi      | 11        |
| 7   | Carel Godin de Beaufort | Ecurie Maarsbergen          | Porsche        | + 3 krogi      | 12        |
| 8   | Homer Rader             | Privatnik                   | Lotus-Climax   | + 3 krogi      | 14        |
| 9   | Jay Chamberlain         | Ecurie Excelsior            | Lotus-Climax   | + 7 krogov     | 16        |
| Ods | Walt Hansgen            | Privatnik                   | Lotus-Climax   | Vžig           | 13        |
| Ods | Roger Penske            | Dupont Moštvo Zerex         | Lotus-Climax   | Menjalnik      | 6         |
| Ods | Bruce McLaren           | Cooper Car Company          | Cooper-Climax  | Motor          | 5         |
| DSQ | Jim Clark               | Team Lotus                  | Lotus-Climax   | Zunanja pomoč  | 1         |
| Ods | Roy Salvadori           | Bowmaker-Yeoman Racing Team | Lola-Climax    | Trčenje        | 8         |
| Ods | Alan Connell            | Privatnik                   | Cooper-Climax  | Motor          | 15        |
| Ods | Wolfgang Seidel         | Autosport Moštvo Seidel     | Lotus-BRM      | Menjalnik      | 17        |
| Ods | John Surtees            | Bowmaker-Yeoman Racing Team | Lotus-Climax   | Bat            | 4         |
| WD  | Moises Solana           | Reg Parnell Racing          | Cooper-BRM     | Prepočasen     | -         |
| DNS | Ricardo Rodríguez       | Rob Walker Racing Team      | Lotus-Climax   | Smrtna nesreča | -         |
| DNS | Dan Gurney              | Porsche System Engineering  | Porsche        |                |           |
| DNS | Jo Bonnier              | Porsche System Engineering  | Porsche        |                |           |